# Statspapper
Statspapper är ett samlingsbegrepp för räntebärande instrument där staten är emittent (låntagare), till exempel statsobligationer eller statsskuldväxlar. Statspapper ses generellt sett som lågriskinvesteringar eftersom staten kan höja skatten eller trycka mer pengar för att infria sina skulder.